# Asiento
Il termine asiento in origine indicava qualsiasi accordo stipulato tra il sovrano spagnolo ed un privato cittadino.
In seguito (tra la fine del sec. XVI e il XVIII) divenne sinonimo di contratto per l'importazione di schiavi neri nelle colonie spagnole in condizioni di monopolio (asiento de negros).
Fu concesso dapprima a privati, poi a compagnie di navigazione o a stati stranieri, per periodi di diversa durata, finché la tratta degli schiavi non venne liberalizzata (decreti del Re di Spagna, 1789 e 1791).